# Siem de Moes
Siem de Moes (17 februari 2004) is een Nederlands voetballer. Hij komt uit voor Excelsior Rotterdam.

## Carrière
De Moes speelde in de jeugd van Feyenoord waarna hij overstapte naar de jeugd van Sparta Rotterdam. In 2022 stapte hij over naar de jeugd van Excelsior Rotterdam, waar hij terechtkwam in het –21-team.
In de voorbereidingen voor het seizoen 2023/24 mocht De Moes al mee voetballen in het eerste elftal van Excelsior. Op 10 maart 2024 maakte De Moes zijn debuut in de Eredivsie, in de met 4–0 verloren uitwedstrijd tegen AZ. Hij kwam in de 78e minuut in het veld voor Mimeirhel Benita.

## Clubstatistieken
| Seizoen | Club                | Competitie     | Competitie | Competitie | Beker | Beker | Overig | Overig | Totaal | Totaal |
| Seizoen | Club                | Competitie     | Wed.       | Dlp.       | Wed.  | Dlp.  | Wed.   | Dlp.   | Wed.   | Dlp.   |
| ------- | ------------------- | -------------- | ---------- | ---------- | ----- | ----- | ------ | ------ | ------ | ------ |
| 2023/24 | Excelsior Rotterdam | Eredivisie     | 7          | 0          | -     | -     | 2      | 0      | 9      | 0      |
| 2024/25 | Excelsior Rotterdam | Eerste divisie | 8          | 0          | 1     | 0     | 0      | 0      | 9      | 0      |
| Totaal  | Totaal              | Totaal         | 15         | 0          | 1     | 0     | 2      | 0      | 18     | 0      |

Bijgewerkt t/m 9 april 2025.